# Alpha Blondy
Pour les articles homonymes, voir Blondy et Koné.
Alpha Blondy, de son vrai nom Seydou Koné, est un chanteur auteur-compositeur et musicien reggae ivoirien. Né le 1er janvier 1953 à Dimbokro en Côte d'Ivoire, Alpha Blondy est considéré comme l'un des artistes les plus emblématique et influents d'Afrique.
Il chante aussi bien en français, en dioula et en baoulé (langues véhiculaires de l'Afrique de l'Ouest) qu'en anglais. C'est un artiste de scène qui se produit dans le monde entier.
Il a été nommé ambassadeur des Nations unies pour la paix en Côte d’Ivoire en 2005.

## Biographie

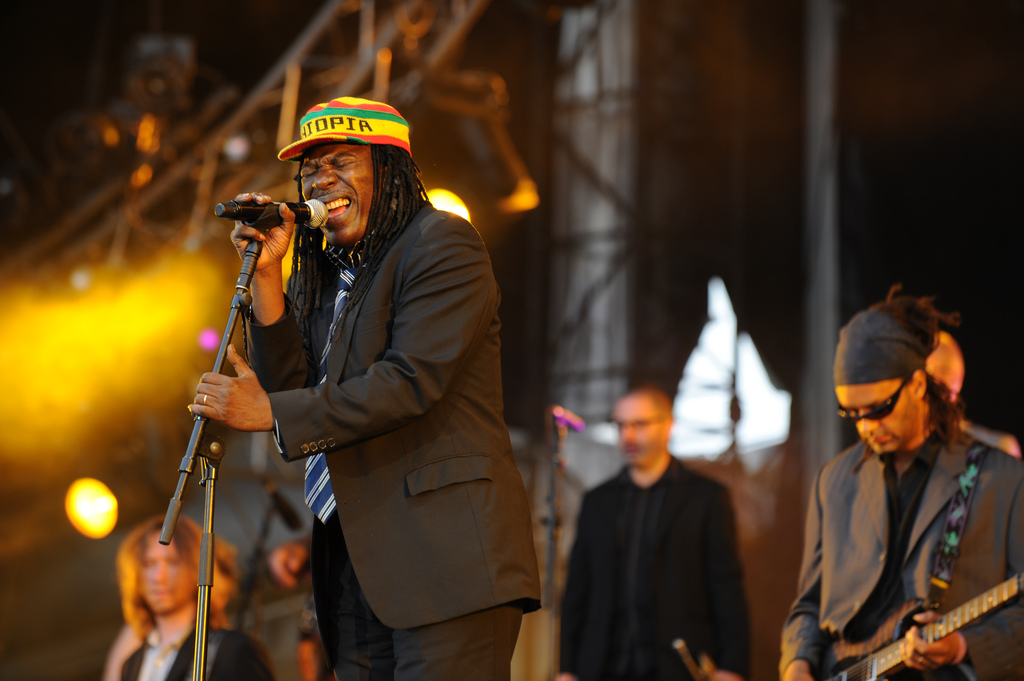
Alpha Blondy en concert à l'édition 2008 du Solidays à Paris.

Seydou Koné naît à Dimbokro le 1er janvier 1953.
Fils aîné d'une famille de huit enfants, Alpha Blondy a été élevé par sa grand-mère dans un milieu décrit par lui comme « chez les anciens », qui allait avoir un grand impact sur sa carrière.

### Scolarité et formations
En 1962, il retrouve sa mère à Abidjan ; celle-ci l'emmène à Odienné où son mari travaille pour la Compagnie française de Côte d'Ivoire, la CFCI. Seydou Koné passe dix ans à Odienné, où en 1972, il préside la section locale du Mouvement des élèves et étudiants de Côte d'Ivoire (MEECI). On l'appelle Elvis Blondy. La même année, il part pour la classe de seconde au lycée normal de Korhogo. Élève inscrit à l'internat, l'adolescent forme un groupe avec plusieurs de ses amis.
En 1973, Seydou Koné s'installe au Libéria à Monrovia. Il y reste treize mois, prenant des cours pour maîtriser l'anglais et donnant des leçons de français. Il rentre ensuite en Côte d'Ivoire.
En 1976, il déménage à New York aux États-Unis.
Il s'inscrit dans une première école, la Geneva School of business, où il suit pendant trois mois des leçons d'anglais commercial. Puis il s'inscrit au Hunter College pour prendre des cours de langue accélérés et passer avec succès le test qui lui permet enfin de s'inscrire à l'American Language Program de l'université Columbia.
Mais peu après, il abandonne sa formation, quitte New York et déménage à Waco, au Texas.

### Début de la carrière musicale
Il rencontre le Jamaïcain Clive Hunt (en), qui lui présente The Sylvesters, un groupe formé par une famille de Dominicains qui joue régulièrement dans les petites salles de l'État de New-York. Espérant enfin réussir, Blondy quitte le Texas et commence à se produire en première partie des Sylvesters. Il chante ses propres compositions, dont Burn Down the Apartheid, Bory Samory (publié en 1984 sur Cocody Rock) ou War, de Bob Marley, en français.
Il enregistre huit chansons, sous la houlette de Clive Hunt, au studio Eagle Sound à Brooklyn mais le disque ne voit jamais le jour.
Après quatre ans passés aux États-Unis il rentre en Côte d'Ivoire au début des années 1980.
En 1981, Roger Fulgence Kassy lui propose de passer dans l'émission qu'il présente à la télévision ivoirienne (la RTI), Première chance. Les deux hommes se connaissent de longue date. Adolescents, ils se retrouvaient en effet à Abidjan pendant les grandes vacances.
Devant l'engouement suscité par le passage à la télévision, George Benson propose au chanteur de produire son premier album. Ce sera Jah Glory, qui sort fin 1982, début 1983 sur le label africain Syllart Records du producteur Ibrahima Sylla.

### Succès international
Sur l'album, un titre que Benson hésite à mettre : Brigadier sabari. La chanson (dont l'intitulé peut se traduire par la supplication « Brigadier, pitié ! ») dénonce les violences dont la police est coutumière. Le titre fait un tabac en Côte d'Ivoire et dans toute la région. Elle le fait connaître en Europe.
Alpha Blondy chante au sein du Collectif Paris-Africa (avec la participation de 60 artistes) sur le morceau Des ricochets au profit de l'action de l'UNICEF pour les enfants de la Corne de l'Afrique (2011).
En 2014, il chante On n'oublie pas (écrit par Serge Bilé) avec plusieurs artistes et personnalités dont Jocelyne Béroard, Tanya Saint-Val, Harry Roselmack, Admiral T, Jean-Marie Ragald et Chris Combette. Cette chanson est un hommage aux 152 victimes martiniquaises du crash du 16 août 2005, afin de ne pas oublier cet évènement et d'aider l'AVCA (Association des Victimes de la Catastrophe Aérienne) à récolter des fonds.
Le 14 février 2015, il inaugure sa radio FM à Abidjan : Radio Alpha Blondy FM 97.9,.

## Engagements divers
Il est ambassadeur de l'ONU pour la paix en Côte d'Ivoire.

## Discographie
- 1982 : Jah Glory
- 1984 : Cocody Rock!
- 1985 : Apartheid Is Nazism
- 1986 : Jérusalem
- 1987 : Revolution
- 1989 : The Prophets
- 1992 : Masada
- 1993 : SOS Guerre Tribale
- 1994 : Dieu
- 1996 : Grand Bassam Zion Rock
- 1998 : Yitzhak Rabin
- 2000 : Elohim
- 2002 : Merci
- 2007 : Jah Victory
- 2007 : single Demain t'appartient feat. Lester Bilal de l'album Jah Victory
- 2011 : Vision
- 2013 : Mystic Power
- 2015 : Positive Energy
- 2018 : Human Race
- 2020 : single Élections présidentielles de l’album Eternity
- 2022 : video clip Stewball de l’album Vision
- 2022 : video clip Lune de miel de l’album Elohim
- 2022 : single Pompier Pyromane de l’album Eternity
- 2022 : single Love Power de l’album Eternity
- 2022 : Eternity
- 2023 : single Layiri de l’album Eternity
- 2025 : Rise

## Compilations et enregistrements en public
- 1990 : The Best of Alpha Blondy
- 1991 : Africa Jah Révolution
- 1993 : Live au Zénith (en public)
- 1995 : The Best of Alpha Blondy
- 1997 : The Very Best of Alpha Blondy
- 2001 : Rasta poue (compilation de son premier album Jah Glory et du maxi Rasta poue sorti début 1982)
- 2001 : Blondy Paris Bercy (en public avec de nombreux artistes dont Serge Kassy, Didier Bilé, Saberty Waïpa, Meiway, Touré Kunda…)
- 2004 : L'Essentiel
- 2005 : Akwaba The Very Best of
- 2009 : Live in Peace Tour (Costa de Marfin)
- 2013 : Tryo Paris Bercy (Invité au concert du groupe Tryo, Alpha Blondy interprète Brigadier Sabari)

## Filmographie
- Le cadeau de la rentrée, comédie musicale, 1992
- Alpha Blondy : un combat pour la liberté, film documentaire, 2010
- Les Guérisseurs, film ivoirien de Sidiki Bakaba, 1988

### Décorations
- Officier de l'ordre des Arts et des Lettres ( France, 2021).